# Damastes coquereli affinis
Damastes coquereli là một phân loài nhện trong họ Sparassidae.
Loài này thuộc chi Damastes. Damastes coquereli affinis được Embrik Strand miêu tả năm 1907.